# Siboris Bahal
Siboris Bahal is een bestuurslaag in het regentschap Padang Lawas van de provincie Noord-Sumatra, Indonesië. Siboris Bahal telt 41 inwoners (volkstelling 2010).